# (17602) Dr. G.
(17602) Dr. G. est un astéroïde de la ceinture principale.

## Description
(17602) Dr. G. est un astéroïde de la ceinture principale. Il fut découvert par Timothy B. Spahr le 19 septembre 1995 à la station Catalina de l'observatoire Steward. Il présente une orbite caractérisée par un demi-grand axe de 3,1415 UA, une excentricité de 0,1599 et une inclinaison de 21,27° par rapport à l'écliptique.
Il fut nommé en l'honneur de Stephen Gottsman (né en 1939), radioastronome de l'Université de Floride.

## Compléments